# Geoica discreta
Geoica discreta är en insektsart. Geoica discreta ingår i släktet Geoica och familjen långrörsbladlöss. Inga underarter finns listade i Catalogue of Life.